# Centro del Tour de Flandes
El Centro del Tour de Flandes (traducción del flamenco de Centrum Ronde van Vlaanderen) es un museo dedicado al ciclismo en general y a la prestigiosa clásica ciclista del Tour de Flandes, uno de los cinco Monumentos del ciclismo, en particular. 

## Ubicación
Está situado la Provincia de Flandes Oriental, en la ciudad de Oudenaarde. Se inauguró el 25 de febrero de 2003 por iniciativa del gobierno provincial. El centro dispone de material e información acerca de la historia de la carrera y de sus ganadores y personalidades más relevantes. El museo tiene una amplia colección de reportajes transmitidos por la radio y la televisión, además de actividades interactivas y una tienda de recuerdos de temática ciclista. 

## Otra información
Rik Vanwalleghem, antiguo periodista de ciclismo, es el director del museo. Ejerce como anfitrión el exciclista Freddy Maertens que fue el segundo clasificado en la prueba en su edición del año 1973, año de su debut, solamente superado por Eric Leman.
Además el museo ejerce de punto de partida y de llegada de tres rutas cicloturísticas de variadas longitudes (260 km, 140 km y 75 km). 